# Cancun (canção)
"Cancun" é uma canção gravada pelo cantor e compositor brasileiro Thiaguinho para o seu segundo álbum ao vivo, #VamoQVamo, Porém foi composta pelo também cantor e compositor Tiee.

## Desempenho nas tabelas
| Parada (2016)            | Melhor posição |
| ------------------------ | -------------- |
| Brasil Billboard Hot 100 | 2              |

### Tabelas de fim-de-ano
| Parada (2016)            | Melhor posição |
| ------------------------ | -------------- |
| Brasil Billboard Hot 100 | 20             |

## Prêmios e indicações
| Ano  | Prêmio            | Indicação     | Resultado |
| ---- | ----------------- | ------------- | --------- |
| 2016 | Caldeirão de Ouro | As 10+ do Ano | 9º Lugar  |

## Histórico de lançamento
| Região | Data                | Formato | Gravadora | Ref.  |
| ------ | ------------------- | ------- | --------- | ----- |
| Brasil | 30 de junho de 2016 | Airplay | Som Livre | [ 4 ] |